# Vụ án Hiệp hội báo chí Nebraska đối đầu Stuart
Vụ án Hiệp hội báo chí Nebraska v. Stuart  (1976) là một phán quyết của Tòa án Tối cao Hoa Kỳ mang tính bước ngoặt, trong đó Tòa án phán các hạn chế trước  đối với các tường thuật truyền thông trong các phiên tòa hình sự là vi hiến.

## Bối cảnh
Vụ án Hiệp hội Báo chí Nebraska v. Stuart liên quan đến một cuộc tranh luận về việc liệu báo chí có thể bị ngăn chặn phát hành vì các thông tin ấn hành được coi là "ám chỉ đến tội lỗi" liên quan đến bị cáo.  Phán quyết năm 1971 trong vụ kiện của Tòa án tối cao công ty báo New York Times v. Hoa Kỳ đưa ra nguyên tắc rằng khái niệm Hạn chế trước phần lớn là vi hiến. Vụ việc cũng đưa ra ý kiến đây là nhiệm vụ của chính phủ nhằm thỏa mãn một lời giải thích cực đoan nhằm thỏa mãn việc sử dụng các biện pháp hạn chế trước đối với báo chí. Trước phán quyết năm 1976 của Tòa án Tối cao, các tòa án cấp thấp hơn ở Hoa Kỳ đã thi hành cấm các tường thuật mạnh mẽ về các đề tài nhất định trong các vấn đề hình sự; phương tiện truyền thông đưa tin về các phán quyết như vậy gọi chúng là các lệnh bịt miệng. 

## Trước kiện tụng
Liên quan đến một vụ tấn công tình dục vào năm 1975 tại Sutherland, Nebraska, sáu người trong gia đình Henry Kellie bị giết.  Cảnh sát phát hiện ra sáu thi thể vào ngày 18 tháng 10 năm 1975, trong khi Sutherland chỉ có dân số là 850. Sau khi bị cáo Erwin Charles Simants bị bắt giữ bởi cơ quan thực thi pháp luật, có mức độ truyền thông cao về quá trình tố tụng tội phạm. Cảnh sát nói chuyện với các phương tiện truyền thông đã đi đến địa điểm xảy ra vụ việc và thông báo cho họ về các cá tính của nghi phạm. Sau khi đầu hàng cảnh sát, Tòa án Hạt Lincoln đọc bản cáo trạng của Simants ở Bắc Platte, Nebraska, vào ngày 20 tháng 10 năm 1975.
Luật sư của bị cáo, bên cạnh công tố viên xử lý vụ án, đã yêu cầu hệ thống tòa án tiểu bang ở Nebraska giảm cường độ tường thuật về vụ việc do lo ngại về sự lựa chọn bồi thẩm đoàn không còn được trung lập.  Simants đã thú tội với cơ quan thực thi pháp luật trong suốt quá trình vụ án. Sau khi yêu cầu của các luật sư để bảo vệ và nguy cơ lúc đó là công bố trước vụ án có thể xâm phạm quyền bị cáo được xét xử công bằng ". Thẩm phán xét xử bang Nebraska Hugh Stuart ra lệnh kiềm chế các thành viên của báo chí từ xuất bản hoặc phát sóng các tài khoản thú tội của bị cáo cho cảnh sát. Thẩm phán cảm thấy rằng biện pháp này là cần thiết để đảm bảo một phiên tòa công bằng cho bị cáo.
Một số tổ chức truyền thông đã kiện, việc Tòa án Tối cao Nebraska giữ nguyên lệnh của các thẩm phán. Tòa án Tối cao Hoa Kỳ cho phép cuộc tranh cãi được tổ chức vào ngày 19 tháng 4 năm 1976.

## Phán quyết
Chánh án Hoa Kỳ Warren E. Burger nêu ra quan điểm của tòa án. Burger đã viết, "những hạn chế trước về phát ngôn và xuất bản là vi phạm nghiêm trọng nhất và ít được chấp nhận nhất đối với Tu chính án I Hiến pháp Hoa Kỳ". Tòa án phán quyết điều này đặc biệt có vấn đề khi xử lý "truyền thông tin tức và bình luận về các sự kiện đang xảy ra". Theo phán quyết, việc ngăn chặn phương tiện truyền thông tường thuật về vụ án hình sự trước khi xét xử là không chính đáng, ngoại trừ trường hợp có nguy cơ rõ ràng và đang xảy ra sẽ cản trở quá trình xét xử công bằng. Tòa án mô tả báo chí là "người hầu của việc quản lý tư pháp hiệu quả, đặc biệt là trong quá trình hình sự".
Burger lưu ý: "Báo chí không chỉ đơn giản là công bố thông tin về các phiên tòa mà là những người bảo vệ chống lại sự sai trái của cơ quan tư pháp bằng cách buộc cảnh sát, công tố viên và các quá trình tư pháp phải được xem xét và chỉ trích công khai rộng rãi". Tòa án bình luận về hành động của lệnh của tòa án xét xử, đã trì hoãn việc tiết lộ thông tin từ báo chí cho công chúng, cho là tường thuật kịp thời là cần thiết nếu "tường thuật báo chí là để thực hiện chức năng truyền thống của nó là đưa tin tức đến quần chúng kịp thời ". Quyết định đặt câu hỏi liệu vai trò của chính phủ có được phép "luồn lách mình vào các phòng biên tập của báo chí Quốc gia này hay không".
Tòa án lưu ý rằng tòa xét xử trong trường hợp đó có thể dùng các phương tiện khác để đảm bảo quá trình xét xử công bằng, bao gồm: di chuyển địa điểm xét xử tới "một nơi ít tiếp xúc với những công bố dữ dội", trì hoãn việc xét xử cho đến khi sau khi sư chú ý của truyền thông đã chìm xuống, thẩm vấn các bồi thẩm viên để chắc chắn họ đang không thiên lệch, hướng dẫn bồi thẩm đoàn chỉ xem xét bằng chứng trình bày trong vụ án, và cô lập họ trong lúc kiện tụng. Tòa án so sánh tiềm năng tác hại của báo chí tường thuật,  với trường hợp nó vắng mặt—tin đồn lan truyền từ người này sang người khác trong thị trấn, "người ta chỉ có thể suy đoán vào độ chính xác của các tường thuật theo khuynh hướng phát triển những tin đồn như vậy, chúng có thể gây thiệt hại nhiều hơn các tài khoản tin tức chính xác". Tòa án kết luận, "nhưng rõ ràng cả một cộng đồng, không thể bị kiềm chế thảo luận về một chủ đề mật thiết ảnh hưởng đến đời sống bên trong nó".

## Phân tích
Trong tác phẩm năm 2006 Contemporary Supreme Court Cases: Landmark Decisions Since Roe v. Wade, tác giả Donald E. Lively và Russell L. Weaver đã viết, "Nebraska Press là một quyết định quan trọng, bởi vì nó khẳng định những cam kết của quốc gia cho tự do ngôn luận, và nhìn chung không thể chấp nhận hạn chế trước". E. Lively và Weaver kết luận, "khi Tòa án nhạy cảm với sự quan tâm quan trọng của chính phủ đến việc đảm bảo rằng bị cáo hình sự nhận được sự xét xử công bằng, không bị ảnh hưởng bởi mối đe dọa truyền thông quá mức và thiên vị, Tòa án kết luận rằng một tòa có các phương tiện khác, ngoài hạn chế trước để đảm bảo quyền được xét xử công bằng".
Anthony Lewis bình luận về kết quả của vụ án trong cuốn sách 2007 Freedom for the Thought That We Hate: A Biography of the First Amendment viết, Hiệp hội báo Chí Nebraska v. Stuart là "một chiến thắng tuyệt vời cho báo chí. Nếu ngăn cản việc xuất bản một lời thú tội là sai trái trong một tình huống quá trầm trọng—một vụ giết nhiều người khủng khiếp trong một thị trấn nhỏ—thật khó để thấy khi nào nó sẽ được cho phép".  Paul Siegel nêu ý kiến của mình trong cuốn sách 2007 Cases in Communication Law, "Không thể tránh khỏi sự căng thẳng giữa bồi thẩm đoàn lập luận quyền riêng tư và quyền của bị cáo được đánh giá khách quan". Siegel chỉ ra, "Chánh án Burger nhấn mạnh rằng quá trình lựa chọn bồi thẩm viên đã được coi là một sự kiện công cộng theo truyền thống và rằng sự rộng mở có một chức năng quan trọng trong xã hội ".